# Carlton Rara
Pour les articles homonymes, voir Rara (homonymie).
Carlton Rara, né le 27 mars 1975 à Lourdes, est un musicien et chanteur franco-haïtien.

## Biographie
Sa mère est haïtienne et son père français. Il grandit à Tarbes (France) et y forge sa culture du spectacle en fréquentant le Théâtre où son père fait de l'action culturelle. Il commence sa carrière en solo accompagné de ses percussions. Il est le frère de l'écrivain Guy Viarre.
Sa chanson Do You Love Me est le générique de fin du film Joséphine (2013) réalisé par Agnès Obadia.

## Discographie
- Peyi Blue (2009[2])
- HOME (2012[1])